# Industria musical
La industria musical está conformada por las empresas y las personas dedicadas al negocio de la creación, la divulgación y la venta de música.
En su conjunto, obtiene sus ingresos de la creación y de la explotación de la propiedad intelectual musical. Compositores y letristas crean canciones, letras y arreglos que se interpretan en directo sobre el escenario, se graban y se distribuyen a los consumidores o se licencian para cualquier otro tipo de uso.

## Historia

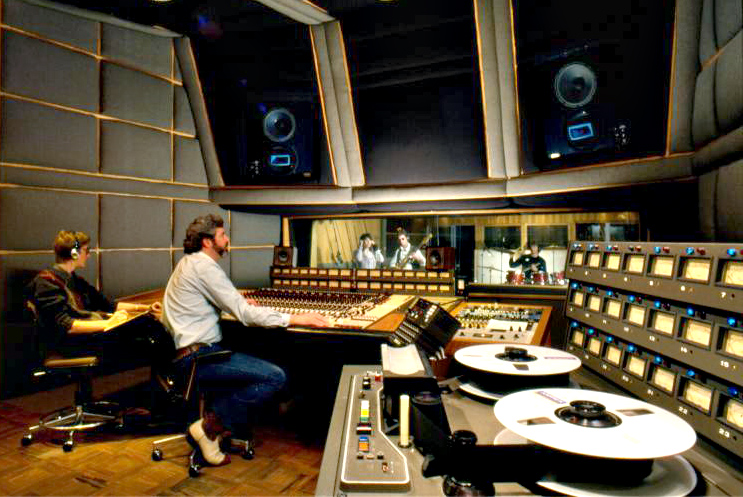
Músicos durante una sesión en un estudio de grabación

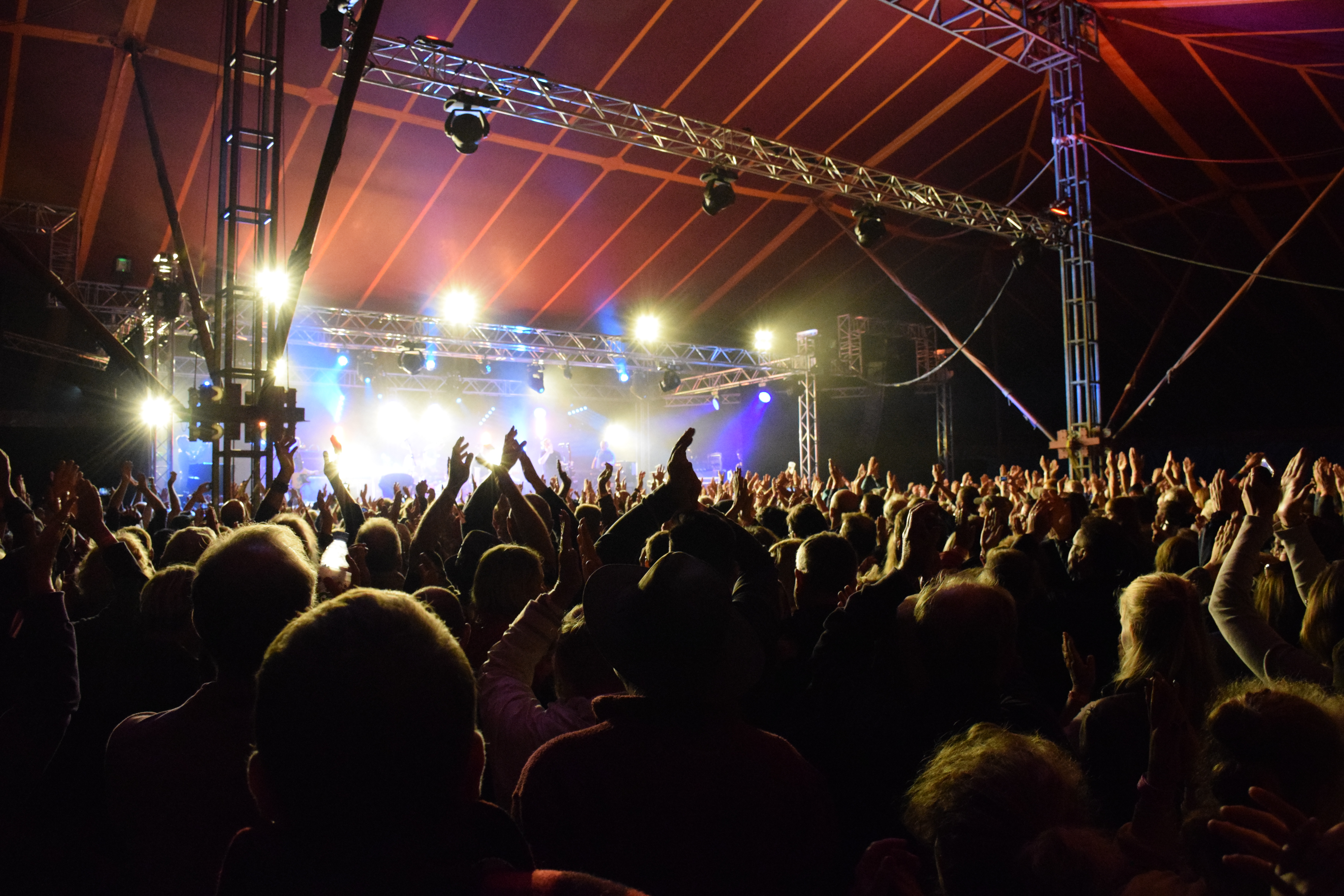
Público asistiendo a un concierto

La industria musical ha convivido desde sus inicios con los cambios tecnológicos, que posibilitaron el pasaje de la música como una experiencia vivencial e interactiva en directo, a una industria de entretenimientos que abarca un conjunto mayor de alternativas. Los cambios tecnológicos más influyentes en los últimos cincuenta años estuvieron asociados a las técnicas de grabación y a los soportes de almacenamiento. Hasta el desarrollo del disco compacto, fueron las propias compañías discográficas las que impulsaron las innovaciones tecnológicas, porque implicaron un crecimiento en sus negocios. Los actuales cambios tecnológicos como la masificación del uso de Internet, el surgimiento del formato mp3, los software peer to peer y las tecnologías móviles impactan de manera más que significativa en la forma en que la música es almacenada, reproducida, distribuida y comercializada. Este cambio no proviene de la industria misma sino que esta vez son los consumidores, quienes mediante la utilización de dichas tecnologías revolucionan la industria, provocando cambios en el comportamiento de los agentes, sus estrategias y la aparición de nuevos agentes.
La música como un bien físico y tangible comienza a comercializarse a través de diferentes soportes, que han ido evolucionando desde los primeros discos de vinilo hasta los discos compactos.

## Soportes de almacenamiento

### Disco de vinilo
Es un formato de reproducción de sonido basado en la grabación mecánica analógica. Se ha generalizado la nomenclatura “disco de vinilo” o solamente “vinilo” porque ese fue el material habitual para su fabricación. No obstante, los discos también podían ser de plástico, aluminio u otros materiales. Los discos de vinilo han evolucionado desde los Simples, que grababan a una velocidad de 45 revoluciones por minuto (rpm) hasta los de Larga Duración que manejan velocidades de grabación de 33½ rpm hasta 16 rpm. Los discos de vinilo fueron el soporte principal de la industria musical hasta la aparición de los casetes en la década de 1970.

### Casete
Es un formato de grabación de sonido de cinta magnética ampliamente utilizado; designado a menudo carrete de audio, cinta casete, o simplemente casete. Entre los años 1970 y empezando los 1990, el casete era uno de los dos formatos más comunes para la música grabada.

### Disco Compacto de Audio
El disco compacto de audio (CDA) comenzó a ser comercializado en 1982 por las empresas Philips y Sony. Se trataba del primer sistema de grabación óptica digital. El CD de audio pretendía superar las limitaciones de los formatos convencionales, instituyéndose como el primer sistema de reproducción de sonido que no se deteriora con el uso. Podía reproducirse una y otra vez, sin perder calidad de sonido. El CDA pertenece a la familia del Disco Compacto (por lo tanto tiene forma de disco flexible circular). Esta familia incluye también al CD-R, CD-ROM y CD-RW (cada uno de estos formatos cuenta con su propio estándar).
El llamado Red Book (Libro Rojo) define el estándar para los CDA. Pertenece a un conjunto de libros de colores conocido como Rainbow Books que contiene las especificaciones técnicas para todos los formatos de la familia de discos compactos. La primera edición del Red Book se lanzó en 1980 por Philips y Sony y fue adoptada por el Digital Audio Disc Committee. El CD de audio fue introducido en la industria hacia fines de la década de 1980 y logró desplazar casi por completo a los soportes analógicos.

## Tecnología en la industria musical
La industria de la música, junto a los sectores de la electrónica, las telecomunicaciones y las empresas de software, están aprovechando las características que ofrecen las nuevas redes y tecnologías digitales, dados sus reducidos costes de almacenamiento, distribución y comercialización y la mayor extensión geográfica que estas posibilitan, para establecer nuevos mercados musicales digitales. En este contexto de creciente convergencia tecnológica entre, por un lado, las redes de televisión por cable, satélite y digital terrestre, y por otro, las redes de telecomunicaciones e Internet, las grandes compañías discográficas, como parte de una estrategia general de los grupos multimedia a los que pertenecen, comienzan a revalorizar sus productos musicales digitalizándolos y distribuyéndolos a través de estas nuevas “redes-mercado”, con el objetivo de establecer nuevos mercados musicales digitales a escala global.

## Actores de la industria musical
Entre los múltiples profesionales y organizaciones que operan en la industria de la música están: 
- los músicos que componen y/o interpretan la música;
- las empresas y profesionales que crean y venden la música grabada (por ejemplo los editores musicales, productores musicales, estudios de grabación, ingenieros de sonido, sellos discográficos, tiendas de música (físicas y en línea);
- las sociedades de gestión de derechos, que gestionan el cobro y la distribución de los derechos de autor por el uso de sus obras;
- las editoriales musicales dedicadas a la producción de partituras;
- aquellos que intervienen en los espectáculos en directo (contratistas, promotores musicales, salas de conciertos, personal de montaje);
- profesionales que asisten a los músicos en sus carreras (cazatalentos o A&R, mánagers musicales o representantes, abogados);
- los que retransmiten la música (emisoras de radio, canales de TV, plataformas de vídeo en internet o de música en streaming);
- periodistas especializados;
- profesores de música y personal de los centros de educación musical;
- fabricantes de instrumentos musicales, equipos de sonido, software musical, así como sus distribuidores y vendedores;
- y muchos otros.